# Isac Elliot

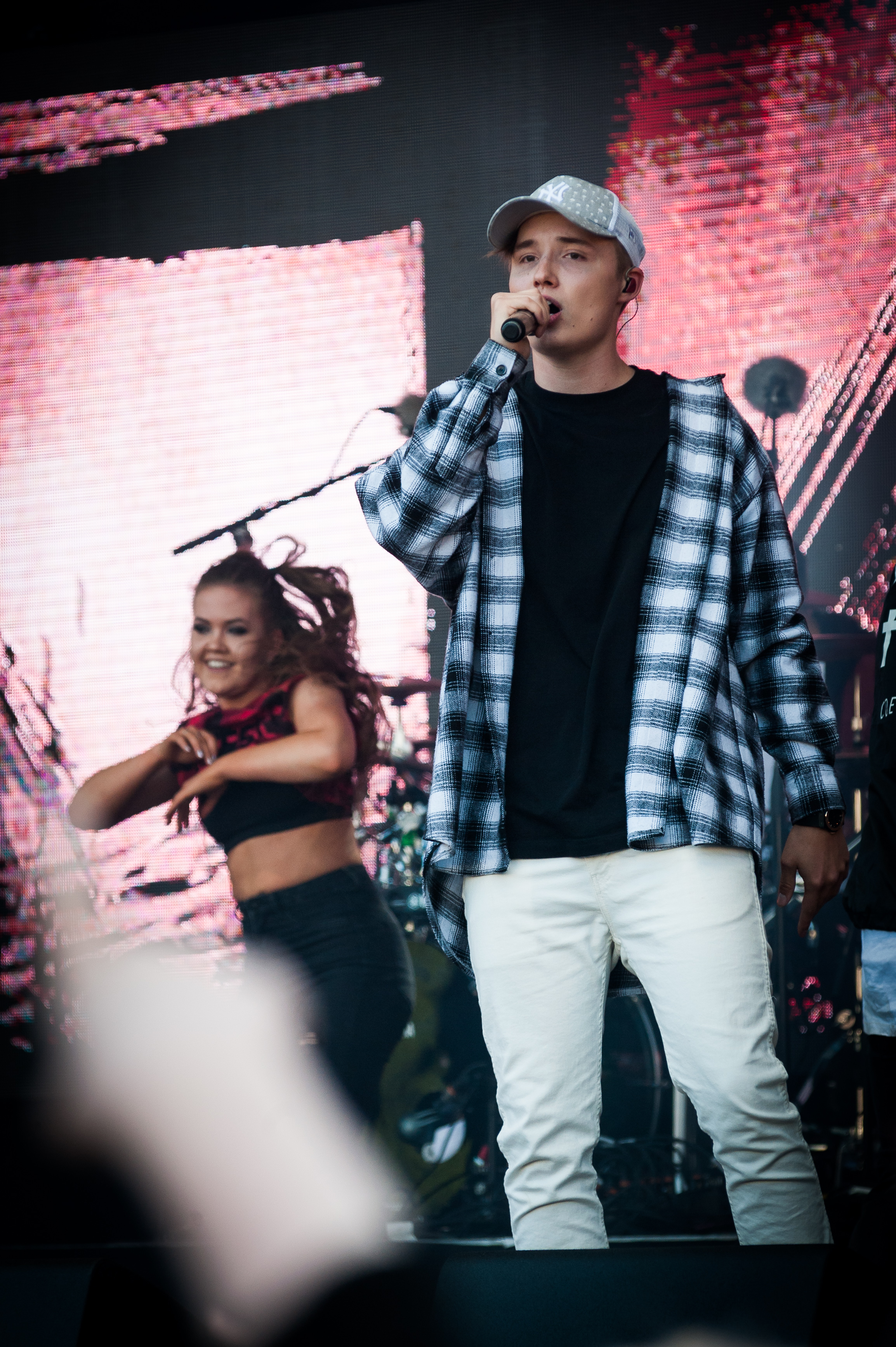
Isac Elliot beim YleX Pop 2017

Isac Elliot Lundén (* 26. Dezember 2000) ist ein finnischer Popsänger aus Kauniainen, der 2013 als Kinderstar über die Grenzen Finnlands hinaus bekannt wurde.

## Karriere
Der Finnlandschwede Isac Elliot wuchs in der zweisprachigen Stadt Grankulla (finnisch Kauniainen) in der Region Helsinki auf. Mit sieben Jahren trat er dem Knabenchor Cantores Minores bei. Sein Vater Fredrik „Fredi“ Lundén ist Sänger der Band The Capital Beat, die um 2010 zwei kleinere Hits in den finnischen Charts hatte. Dieser nahm mit seinem Sohn Musikclips auf und stellte sie bei YouTube online. Dort wurde Isac Elliot mit neun Jahren zur großen Entdeckung: Er bekam Angebote für schwedischsprachige Kinderrollen in den Musicals Cabaret und Kristina från Duvemåla am Svenska Teatern in Helsingfors (Helsinki) und mit zwölf Jahren erhielt er einen Plattenvertrag von Sony Music.

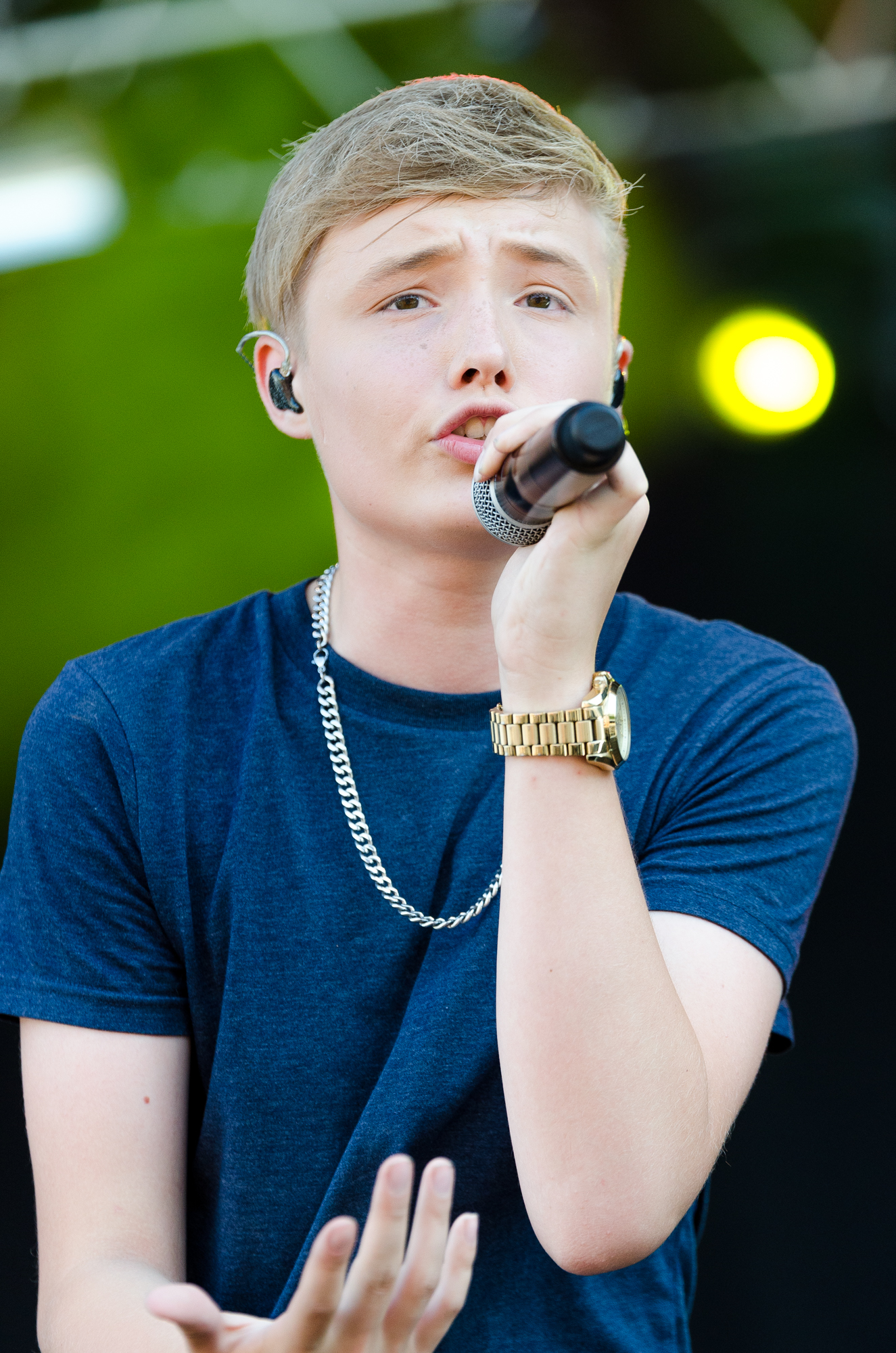
Isac Elliot beim Qstock-Festival 2014

Ende 2012 war sein Lied Pop Goes My Heart in dem Kinderfilm Ella ja kaverit (finnisch, „Ella und ihre Freunde“) zu hören. Seine erste Single mit dem Titel New Way Home erschien im Frühjahr 2013 und stieg bis Mai auf Platz eins der finnischen Charts, wo sie sich zwei Wochen hielt. Kurz darauf erschien bereits sein Debütalbum Wake Up World, das direkt auf Platz eins der Albumcharts einstieg. Innerhalb kürzester Zeit wurde er auch über die Landesgrenzen hinaus bekannt und kam mit Album und Single auch in Norwegen in die Charts und erhielt in Finnland für Single und Album Gold-Auszeichnungen und in Norwegen Platin für die Single. Neben Auftritten in Finnland, Norwegen und Schweden war er am 1. September auch beim Fusion Festival im englischen Birmingham vertreten.
Bereits ein Jahr später folgte das zweite Album Follow Me, das zwar wieder in Finnland und Norwegen in die Top 10 kam, aber nicht an den großen Anfangserfolg herankam. Insbesondere enthielt es keinen Singlehit, lediglich mit dem Song Baby I war er im Radio erfolgreich. In die Singlecharts kam er zum zweiten Mal 2015 mit Lipstick, bei dem der US-Rapper Tyga mitwirkte. Bei Beast arbeitete er im Jahr darauf mit den norwegischen DJs Tungevaag & Raaban zusammen. Der Top-10-Hit wurde in Norwegen mit Doppelplatin ausgezeichnet. Eine weitere Kollaboration mit Mikael Gabriel unter dem Titel Liikaa sussa kii brachte ihn 2017 zum zweiten Mal auf Platz 1. Drei weitere Songs mit dem finnischen Rapper von einer gemeinsamen EP kamen ebenfalls in die Charts. Am Jahresende ließ er sein drittes Studioalbum Faith folgen, das aber nicht über Platz 20 hinauskam.
2019 wechselte Isac Elliot zu Universal und hatte mit seinem Labeldebüt Waiting Game eine weitere Top-10-Single, weitere Hits blieben aber aus. Ab Juli 2021 absolvierte Elliot seinen Militärdienst in der finnischen Armee. Im Sommer 2022 kehrte er dann erfolgreich zurück. Mit den Rappern William und Cledos hatte er im Juni mit 20 min einen weiteren Nummer-eins-Hit und im September folgte mit Makso mitä makso mit Sexmane sein vierter Spitzenreiter in den Singlecharts.

## Auszeichnungen
- 2013: MTV Europe Music Awards – Kategorie „Best Finnish Act“[7]

## Diskografie

### Alben
| Jahr | Titel           | Höchstplatzierung, Gesamtwochen, AuszeichnungChartplatzierungen (Jahr, Titel, Platzierungen, Wochen, Auszeichnungen, Anmerkungen) | Höchstplatzierung, Gesamtwochen, AuszeichnungChartplatzierungen (Jahr, Titel, Platzierungen, Wochen, Auszeichnungen, Anmerkungen) | Anmerkungen                             |
| Jahr | Titel           | FI | NO | Anmerkungen                             |
| ---- | --------------- | --- | --- | --------------------------------------- |
| 2013 | Wake Up World   | FI1 Gold · (48 Wo.)FI | NO4 (14 Wo.)NO | Erstveröffentlichung: 24. Mai 2013      |
| 2014 | Follow Me       | FI6 (23 Wo.)FI | NO10 (4 Wo.)NO | Erstveröffentlichung: 7. November 2014  |
| 2016 | A Little More   | — | NO20 (1 Wo.)NO | EP Erstveröffentlichung: 8. Juli 2016   |
| 2017 | Faith           | FI20 (4 Wo.)FI | — | Erstveröffentlichung: 26. Dezember 2017 |
| 2023 | Kävi miten kävi | FI1 (… Wo.)FI | — | Erstveröffentlichung: 2. Juni 2023      |
| 2025 | Vanhasta uuteen | FI1 (… Wo.)FI | — | Erstveröffentlichung: 28. März 2025     |

Weitere EPs
- 2013: Dream Big
- 2017: Mikael Gabriel × Isac Elliot (mit Mikael Gabriel)

### Singles
| Jahr | Titel Album                                   | Höchstplatzierung, Gesamtwochen, AuszeichnungChartplatzierungen (Jahr, Titel, Album, Platzierungen, Wochen, Auszeichnungen, Anmerkungen) | Höchstplatzierung, Gesamtwochen, AuszeichnungChartplatzierungen (Jahr, Titel, Album, Platzierungen, Wochen, Auszeichnungen, Anmerkungen) | Anmerkungen                                                                    |
| Jahr | Titel Album                                   | FI | NO | Anmerkungen                                                                    |
| --- | --------------------------------------------- | --- | --- | ------------------------------------------------------------------------------ |
| 2013 | New Way Home Wake Up World                    | FI1 Gold · (18 Wo.)FI | NO14 Platin · (5 Wo.)NO | Erstveröffentlichung: 14. Februar 2013                                         |
| 2015 | Lipstick Faith                                | FI19 (1 Wo.)FI | — | Erstveröffentlichung: 14. August 2015 feat. Tyga                               |
| 2016 | Beast Faith                                   | FI5 (6 Wo.)FI | NO7 ×2Doppelplatin · (13 Wo.)NO | Erstveröffentlichung: 9. September 2016 mit Tungevaag & Raaban                 |
| 2017 | Liikaa sussa kii Mikael Gabriel × Isac Elliot | FI1 (11 Wo.)FI | — | Charteinstieg: 9. Februar 2017 mit Mikael Gabriel                              |
| 2017 | Ring Ring Ring Mikael Gabriel × Isac Elliot   | FI7 (1 Wo.)FI | — | Charteinstieg: 9. Februar 2017 mit Mikael Gabriel                              |
| 2017 | Rullaan Mikael Gabriel × Isac Elliot          | FI17 (1 Wo.)FI | — | Charteinstieg: 9. Februar 2017 mit Mikael Gabriel                              |
| 2017 | Maailman laidalla –                           | FI2 (9 Wo.)FI | — | Erstveröffentlichung: 20. September 2017 mit Mikael Gabriel                    |
| 2019 | Waiting Game –                                | FI8 (3 Wo.)FI | — | Erstveröffentlichung: 16. August 2019                                          |
| 2022 | 20 min Kävi miten kävi                        | FI1 (14 Wo.)FI | — | Erstveröffentlichung: 10. Juni 2022 feat. William & Cledos                     |
| 2022 | Makso mitä makso Kävi miten kävi              | FI1 (13 Wo.)FI | — | Erstveröffentlichung: 9. September 2022 feat. Sexmane                          |
| 2022 | Lowkey Kävi miten kävi                        | FI8 (1 Wo.)FI | — | Erstveröffentlichung: 16. November 2022 feat. 1.Cuz                            |
| 2023 | Kaks Kävi miten kävi                          | FI4 (9 Wo.)FI | — | Erstveröffentlichung: 9. März 2023 feat. Ibe                                   |
| 2023 | Riidellään Kävi miten kävi                    | FI7 (5 Wo.)FI | — | Erstveröffentlichung: 5. Mai 2023 feat. Sanni                                  |
| 2023 | Kompastun Kävi miten kävi                     | FI5 (18 Wo.)FI | — | Erstveröffentlichung: 26. Mai 2023 feat. Costi                                 |
| 2023 | Missaat mut Vanhasta uuteen                   | FI7 (25 Wo.)FI | — | Erstveröffentlichung: 14. Juli 2023 feat. William                              |
| 2023 | Sua ei oo Vanhasta uuteen                     | FI5 (15 Wo.)FI | — | Erstveröffentlichung: 14. Dezember 2023                                        |
| 2024 | Emily –                                       | FI8 (7 Wo.)FI | — | Erstveröffentlichung: 22. Februar 2024                                         |
| 2024 | Weak –                                        | FI5 (5 Wo.)FI | — | Erstveröffentlichung: 2. Mai 2024 feat. Cledos, william, Jore & Zpoppa, WILLEM |
| 2024 | Italia Vanhasta uuteen                        | FI4 (29 Wo.)FI | — | Erstveröffentlichung: 23. Mai 2024 feat. Averagekidluke, MD$                   |
| 2024 | Otan Kii Vanhasta uuteen                      | FI3 (29 Wo.)FI | — | Erstveröffentlichung: 23. August 2024 feat. Miriam Bryant                      |
| 2024 | Anteeks –                                     | FI2 (19 Wo.)FI | — | Erstveröffentlichung: 29. November 2024 mit William                            |
| 2025 | Ehkä se siitä Vanhasta uuteen                 | FI4 (21 Wo.)FI | — | Erstveröffentlichung: 31. Januar 2025                                          |
| 2025 | Oma vika –                                    | FI1 (… Wo.)FI | — | Erstveröffentlichung: 27. Juni 2025                                            |
| Folgende Lieder erschienen nicht als Single, wurden aber durch das Album zum Download und Streaming bereitgestellt und konnten somit eine Platzierung erlangen: |                                               | | |                                                                                |
| |                                               | | |                                                                                |
| 2023 | Vielki hereillä Kävi miten kävi               | FI8 (8 Wo.)FI | — | feat. JVG                                                                      |
| 2023 | Kävi miten kävi                               | FI34 (1 Wo.)FI | — |                                                                                |
| 2023 | Skaala Kävi miten kävi                        | FI35 (3 Wo.)FI | — |                                                                                |
| 2025 | Vanhasta uuteen                               | FI3 (14 Wo.)FI | — |                                                                                |
| 2025 | City Girl Vanhasta uuteen                     | FI20 (2 Wo.)FI | — |                                                                                |
| 2025 | Kipinä Vanhasta uuteen                        | FI24 (3 Wo.)FI | — |                                                                                |

Weitere Singles
- 2012: Pop Goes My Heart
- 2013: First Kiss
- 2013: Dream Big
- 2013: My Favorite Girl (feat. Redrama)
- 2014: Baby I
- 2014: Tired of Missing You
- 2014: Just Can’t Let Her Go
- 2015: Save a Girl
- 2015: No One Else
- 2016: Worth Something
- 2016: What About Me
- 2017: She
- 2017: Ayo
- 2017: Eyes Shut
- 2017: I Wrote a Song for You
- 2017: Mouth to Mouth
- 2018: Rich & Famous (mit SJUR)
- 2019: Somebody Else
- 2020: Weekend
- 2020: Ghost

### Gastbeiträge
| Jahr | Titel Album           | Höchstplatzierung, Gesamtwochen, AuszeichnungChartplatzierungen (Jahr, Titel, Album, Platzierungen, Wochen, Auszeichnungen, Anmerkungen) | Höchstplatzierung, Gesamtwochen, AuszeichnungChartplatzierungen (Jahr, Titel, Album, Platzierungen, Wochen, Auszeichnungen, Anmerkungen) | Anmerkungen                                                    |
| Jahr | Titel Album           | FI | NO | Anmerkungen                                                    |
| --- | --------------------- | --- | --- | -------------------------------------------------------------- |
| 2023 | Kuka se on Euro musik | FI3 (11 Wo.)FI | — | Erstveröffentlichung: 6. Oktober 2013 Cledos feat. Isac Elliot |
| 2024 | Stadi (Alicia) –      | FI3 (29 Wo.)FI | — | Erstveröffentlichung: 13. Juni 2024 Olga feat. Isac Elliot     |
| Folgende Lieder erschienen nicht als Single, wurden aber durch das Album zum Download und Streaming bereitgestellt und konnten somit eine Platzierung erlangen: |                       | | |                                                                |
| |                       | | |                                                                |
| 2024 | Sun luokse Ahti       | FI2 (27 Wo.)FI | — | Ahti feat. Isac Elliot                                         |

Weitere Gastbeiträge
- 2018: Throw Popcorn (Samuel Daayata feat. Isac Elliot)
- 2019: Soldi (Remix) (Mahmood feat. Isac Elliot)

## Filmografie
Dokumentationen
- 2013: Isac Elliot – Waking Up the World
- 2013: Unelmana Isac Elliot
- 2014: Dream Big – The Movie